# Marc Fabi Buteó (pretor 201 aC)
Marc Fabi Buteó (en llatí Marcus Fabius Buteo) va ser un magistrat romà. Formava part de la gens Fàbia, i pertanyia a la branca dels Buteó.
Va ser elegit edil curul l'any 203 aC i pretor el 201 aC any en què li va correspondre com a província l'illa de Sardenya.